# Benedenheul
Benedenheul (51° 57′ N, 4° 44′ L) é uma cidade dos Países Baixos, na província de Holanda do Sul. Benedenheul pertence ao município de Krimpenerwaard, e está situada a 7 km, a sul de Gouda.
A área de Benedenheul, que também inclui as partes periféricas da cidade, bem como a zona rural circundante, tem uma população estimada em 240 habitantes.